# Selat Rupat
Selat Rupat är ett sund i Indonesien.   Det ligger i provinsen Kepulauan Riau, i den västra delen av landet, 1 100 km nordväst om huvudstaden Jakarta.